# Nilda Guerrero Barranco
Nilda Guerrero Barranco – filipińska poetka i pisarka tworząca w języku hiszpańskim.
Córka prominentnego poety Fernanda Maríi Guerrero. Publikowała w rozmaitych periodykach ukazujących w Manili. W 1964, za zbiór opowieści i sentymentalnej prozy Nostalgias, otrzymała prestiżową Nagrodę Zobla. W 1980 weszła w skład filipińskiej akademii języka hiszpańskiego (AFLE), współzałożonej przez jej ojca w 1924. W 1982 światło dzienne ujrzał dodatkowo zbiór poezji jej autorstwa Capullos.
Jej starsza siostra, Evangelina Guerrero, również była poetką.